# Đảo Kapiti
Đảo Kapiti là một hòn đảo cách bờ biển phía tây của đảo Bắc Tân Tây Lan khoảng 5 km (3 mi). Nó dài 10 km (6,2 mi), chạy theo hướng tây nam / đông bắc và rộng khoảng 2 km (1,2 mi), có hình chữ nhật nhiều hoặc ít hơn và có diện tích 19,65 km2 (7,59 dặm vuông).
Đảo được ngăn cách với Đảo Bắc bởi eo biển Rauoterangi. Điểm cao nhất trên đảo là Tuteremoana, 521 m (1.709 ft). Phía biển (phía tây) của hòn đảo đặc biệt là đá và có những vách đá cao, cao vài trăm mét, rơi thẳng xuống biển. Các vách đá phải chịu gió tây thịnh hành rất mạnh và thảm thực vật mọc ở đó thấp và thấp còi bởi các điều kiện môi trường khắc nghiệt. Một mặt cắt ngang của hòn đảo sẽ hiển thị gần như một hình tam giác vuông, cho thấy nguồn gốc của nó nằm trên một đường đứt gãy (một phần của sườn núi giống như dãy Tararua).